# 惠氏豆娘魚
惠氏豆娘魚（學名：Abudefduf whitleyi），為輻鰭魚綱鱸形目隆頭魚亞目雀鯛科的其中一種。分布於西太平洋澳洲珊瑚海、新喀里多尼亞海域，深度1-5公尺，本魚體呈成橢圓形且側扁，身體側面有4條黑色橫帶，腹部銀白色，尾鰭叉形，上下葉長，胸鰭基部有一黑斑，尾鰭、背鰭上緣、臀鰭上緣為黑色，背鰭硬棘13枚、背鰭軟條12枚、臀鰭硬棘2枚、臀鰭軟條12枚，體長可達14公分，棲息在淺水珊瑚礁區，成群活動，屬雜食性，以浮游生物、藻類等為食，可做為觀賞魚。